# Musa Juwara
Musa Juwara (Tujereng, 26 dicembre 2001) è un calciatore gambiano, attaccante del Pogoń Stettino e della nazionale gambiana.

## Biografia
Nato in Gambia, è arrivato in Italia il 10 giugno 2016 approdando con un barcone sulle coste della Sicilia. Viene affidato ad una famiglia a Ruoti, in provincia di Potenza. Qui inizia la sua carriera calcistica nelle file delle giovanili della Virtus Avigliano, vincendo anche il campionato U17 regionale della Basilicata.

## Caratteristiche tecniche
Ala mancina molto veloce, è dotato di un tiro potente e tende a dare il meglio di sé in campo aperto. Dispone di buona tecnica ed è abile nel saltare l'uomo. Nel 2018 il The Guardian lo ha inserito tra i 50 migliori calciatori nati nel 2001.

## Carriera

### Club

#### Giovanili e il debutto tra i professionisti al Chievo
Dopo il suo arrivo sulle coste della Sicilia si è trasferito a Ruoti, dove ha iniziato a giocare per la squadra locale dell'Avigliano venendo adottato dall'allenatore della stessa, Vitantonio Summa. Messosi in mostra per via della reti segnate, nel 2017 viene acquistato dal Chievo, che dopo alcuni problemi legali (il trasferimento era stato inizialmente bloccato dalla FIGC) lo aggrega alla primavera.
L'11 novembre 2018 ha ricevuto la prima convocazione con i clivensi in occasione del match di campionato pareggiato 2-2 contro il Bologna, senza tuttavia scendere in campo. Nel marzo 2019 è stato ceduto in prestito al Torino per disputare il Torneo di Viareggio, in cui ha collezionato 3 presenze realizzando altrettante reti. Rientrato a Verona, il 25 maggio 2019 ha esordito fra i professionisti, all'ultima giornata di campionato, subentrando al 79' a Manuel Pucciarelli nel corso dell'incontro pareggiato 0-0 contro il Frosinone.

#### Bologna e prestiti
L'8 luglio seguente è passato a titolo definitivo al Bologna. Pur rimanendo inserito nella rosa della Primavera felsinea, viene aggregato nella prima squadra, esordendo con i colori rossoblù il 4 dicembre in occasione della partita del quarto turno di Coppa Italia in casa dell'Udinese, partita persa dalla sua squadra per 4-0 in cui gioca titolare. Il 7 febbraio 2020 esordisce anche in campionato, nella vittoria in casa della Roma (2-3), rilevando nel finale il connazionale Musa Barrow. Il 5 luglio 2020 segna il primo gol in Serie A (oltre che tra i professionisti) in casa dell’Inter, al minuto 74', per il momentaneo 1-1 della partita finita 2-1 in favore del Bologna.
Il 5 ottobre 2020 viene ceduto a titolo temporaneo ai portoghesi del Boavista. Il 9 gennaio 2021, dopo sole 3 presenze da subentrato in terra lusitana, il prestito viene interrotto e lui fa rientro al Bologna.
Gioca 5 partite con i felsinei prima di venire ceduto nuovamente in prestito, questa volta in Serie B al Crotone.
Tuttavia in terra calabrese trova poco spazio, ragion per cui il 31 gennaio 2022 fa ritorno a Bologna.
Il 19 gennaio 2023, Juwara viene ceduto in prestito con diritto di riscatto all'Odense, squadra della Superligaen danese.
Nell’estate dello stesso anno passa al Vejle, sempre nella massima divisione della Danimarca.

### Nazionale
Il 6 marzo 2020 riceve la sua prima chiamata dalla nazionale maggiore gambiana in vista delle 2 sfide contro il Gabon, poi annullate per via della pandemia dovuta al COVID-19. Torna tra i convocati nell'ottobre seguente per le sfide contro Rep. del Congo e Guinea. Debutta in nazionale il 9 ottobre in occasione della sfida contro il Congo.

## Statistiche

### Presenze e reti nei club
Statistiche aggiornate al 4 giugno 2025.
| Stagione        | Squadra         | Campionato      | Campionato | Campionato | Coppe nazionali | Coppe nazionali | Coppe nazionali | Coppe continentali | Coppe continentali | Coppe continentali | Altre coppe | Altre coppe | Altre coppe | Totale | Totale | Totale |
| Stagione        | Squadra         | Comp            | Pres       | Reti       | Comp            | Pres            | Reti            | Comp               | Pres               | Reti               | Comp        | Pres        | Reti        | Pres   | Reti   |        |
| --------------- | --------------- | --------------- | ---------- | ---------- | --------------- | --------------- | --------------- | ------------------ | ------------------ | ------------------ | ----------- | ----------- | ----------- | ------ | ------ | ------ |
| 2018-2019       | Chievo          | A               | 1          | 0          | CI              | 0               | 0               |                    | -                  | -                  |             | -           | -           | 1      | 0      |        |
| 2019-2020       | Bologna         | A               | 7          | 1          | CI              | 1               | 0               | -                  | -                  | -                  | -           | -           | -           | 8      | 1      |        |
| 2020-gen. 2021  | Boavista        | PL              | 3          | 0          | CP              | 0               | 0               | -                  | -                  | -                  | -           | -           | -           | 3      | 0      |        |
| gen.-giu. 2021  | Bologna         | A               | 5          | 0          | CI              | -               | -               | -                  | -                  | -                  | -           | -           | -           | 5      | 0      |        |
| 2021-gen. 2022  | Crotone         | B               | 3          | 0          | CI              | 1               | 0               | -                  | -                  | -                  | -           | -           | -           | 4      | 0      |        |
| gen.-giu. 2022  | Bologna         | A               | 0          | 0          | CI              | -               | -               | -                  | -                  | -                  | -           | -           | -           | 0      | 0      |        |
| 2022-gen. 2023  | Bologna         | A               | 0          | 0          | CI              | 0               | 0               | -                  | -                  | -                  | -           | -           | -           | 0      | 0      |        |
| Totale Bologna  | Totale Bologna  | Totale Bologna  | 12         | 1          |                 | 1               | 0               |                    | -                  | -                  |             | -           | -           | 13     | 1      |        |
| gen.-giu. 2023  | Odense          | SL              | 0          | 0          | CD              | 0               | 0               | -                  | -                  | -                  | -           | -           | -           | 0      | 0      |        |
| 2023-2024       | Vejle           | SL              | 21+10      | 0+3        | CD              | 3               | 1               | -                  | -                  | -                  | -           | -           | -           | 34     | 4      |        |
| 2024-2025       | Vejle           | SL              | 29         | 4          | CD              | 0               | 0               | -                  | -                  | -                  | -           | -           | -           | 29     | 4      |        |
| Totale Vejle    | Totale Vejle    | Totale Vejle    | 50 + 10    | 4+3        |                 | 3               | 1               |                    | -                  | -                  |             | -           | -           | 63     | 8      |        |
| Totale carriera | Totale carriera | Totale carriera | 79         | 8          |                 | 5               | 1               |                    | -                  | -                  |             | -           | -           | 84     | 9      |        |

### Cronologia presenze e reti in nazionale
| Cronologia completa delle presenze e delle reti in nazionale ― Gambia | Cronologia completa delle presenze e delle reti in nazionale ― Gambia | Cronologia completa delle presenze e delle reti in nazionale ― Gambia | Cronologia completa delle presenze e delle reti in nazionale ― Gambia | Cronologia completa delle presenze e delle reti in nazionale ― Gambia | Cronologia completa delle presenze e delle reti in nazionale ― Gambia | Cronologia completa delle presenze e delle reti in nazionale ― Gambia | Cronologia completa delle presenze e delle reti in nazionale ― Gambia |
| Data                                                                  | Città                                                                 | In casa                                                               | Risultato                                                             | Ospiti                                                                | Competizione                                                          | Reti                                                                  | Note                                                                  |
| --------------------------------------------------------------------- | --------------------------------------------------------------------- | --------------------------------------------------------------------- | --------------------------------------------------------------------- | --------------------------------------------------------------------- | --------------------------------------------------------------------- | --------------------------------------------------------------------- | --------------------------------------------------------------------- |
| 9-10-2020                                                             | Parchal                                                               | Gambia                                                                | 1 – 0                                                                 | Rep. del Congo                                                        | Amichevole                                                            | -                                                                     |                                                                       |
| 5-6-2021                                                              | Manavgat                                                              | Gambia                                                                | 2 – 0                                                                 | Niger                                                                 | Amichevole                                                            | -                                                                     | 71’                                                                   |
| 8-6-2021                                                              | Manavgat                                                              | Gambia                                                                | 1 – 0                                                                 | Togo                                                                  | Amichevole                                                            | -                                                                     |                                                                       |
| 11-6-2021                                                             | Manavgat                                                              | Kosovo                                                                | 1 – 0                                                                 | Gambia                                                                | Amichevole                                                            | -                                                                     |                                                                       |
| 11-6-2024                                                             | Franceville                                                           | Gabon                                                                 | 3 – 2                                                                 | Gambia                                                                | Qual. Mondiali 2026                                                   | -                                                                     | 59’                                                                   |
| Totale                                                                |                                                                       | Presenze                                                              | 5                                                                     |                                                                       | Reti                                                                  | 0                                                                     |                                                                       |